# コミックソング
コミックソング（comic song）とは、「滑稽な持ち味の音楽」の総称である。「コミックソング」は和製英語であり、英語圏では「ノベルティ・ソング (Novelty song)」「コメディ音楽 (Comedy music)」として知られている。

## 概要
コミックソングとそれ以外の曲との境界線は明確ではない。恣意的に歌詞や作編曲に「笑わせよう」という意図を織り込み作られた曲が多いが、当時はあくまでも真面目な楽曲として発表した曲が、後年の再評価によってコミックソングとして分類されてしまう場合もある。前山田健一によれば、後者の楽曲はトンチキソングに分類される。
コミック・ソングが多いジャンルはブルース、カントリー・ミュージック、演歌・演説歌、歌謡曲、民謡・民俗音楽、フォークソング、ファンク、ソウル/R&B、ロック、ラテン・チカーノ音楽、ラップ、パンク、レゲエなど多岐にわたる。ミュージシャンやレコード会社のアイデア、企画によるもの、テレビやラジオの番組から生まれた歌、アニメの主題歌、コマーシャルソングなど成り立ちも様々である。月亭可朝の「嘆きのボイン」、初代・林家木久蔵の「いやんばか〜ん」、なぎら健壱の「悲惨な戦い」、ミス花子の「河内のオッサンの唄」、笑福亭鶴光の「うぐいす谷ミュージックホール」などは、コミックソングの歴史に記録可能な曲である。
コミックバンドやコミックシンガー、コメディアンが歌うこともあるが、普段はシリアスな曲を書いているミュージシャンがコミックソングを書いたり（例：高石友也、岡林信康など）、ポップス歌手、フォークシンガー、アイドル、俳優がコミックソングを歌うことも少なくない。フォークやロックなどでギャグやパロディーを取り入れた曲、コミカルな曲などが、コミックソングに分類される場合もある。また、ミュージシャンに分類される歌手やバンドの中にも、コミカルな楽曲を発表し、楽曲の面白さが注目されて有名となるケースもある。

## 世界のコミック・ソングの歴史
アメリカでのノベルティ・ソングの歴史は古く、20世紀どころか、19世紀後半には早くも口コミによるノベルティ・ソングの広がりが見られたという。海外の有名なコミックソング（ノヴェルティ・ソング）のミュージシャンとしては、スパイク・ジョーンズ、ザ・コースターズ、チャック・ベリー、レイ・スティーブンス、チーチ&チョン、ジャミー・キャスター・バンチ、ラッピン・デュークらがいる。映画『ジョーズ』のパロディであるディッキー・グッドマンの「ミスター・ジョーズ」はビルボード・Hot 100でヒットし、ゴールドディスクに輝いた。楽曲としてはチャック・ベリー「マイ・ディンガリン」(1972)、レイ・スティーブンス「ザ・ストリーク」(1974)、チーチ&チョン「バスケットボール・ジョーンズ」(1973)「イアー・エイク・マイ・アイ」(1974)、ジミー・キャスター・バンチ「キングコング」などがある。
内容は演奏方法や歌唱法で笑わせるもの、ものまね、エロ、猥談、ギャグ、ナンセンス、風刺、駄洒落、パロディと多岐にわたる。流行に便乗した安易なものから、音楽的に優れたもの、斬新なものまでいろいろである。
このようにコミックソングとは多岐にわたるが、共通するのは「どこかに『おかしみ』を感じる音楽」であると言える。

## 日本におけるコミックソングの歴史
コミックソングの起源は俗謡に遡ることができる。俗謡は各地で市井の人々が通俗的に歌われる歌である。民謡がその土地に密着し同じ歌詞で伝えられるのに対し、俗謡は歌詞を変え地域を越え、時には専門の歌い手や芸者などにより技巧化され流行する。俗謡にはもともと風刺や猥雑なコミカルなものも多かった。民謡であっても、本歌は変えないまでも、歌詞その物はどんどん新しいものが作られる例も多い。
明治時代には軍隊、工場の労働者や学生の寮など地方から人々が集まる場所で唄われ、替え歌が作られるようになりやがて全国的に広まる。『デカンショ節』や『炭坑節』、21世紀になってもカバーされる『ズンドコ節』、八代亜紀の『舟唄』で引用された『ダンチョネ節』は俗謡を起源とする歌である。
明治時代に流行したものに壮士演歌（そうしえんか）がある。壮士節ともいう。壮士演歌は戦後の演歌とは全く違い、政治や世相を鋭く風刺した歌である。もとは自由民権運動を啓蒙するというまじめなものであったが、面白おかしく歌う者が出て流行する。中でも有名なのは川上音二郎の『オッペケペー節』である。1924年から広島で歌われ始めた『ヨサホイ節（ひとつとせ節）』は、当初はまじめな歌だったが、全国に広がるうち数え歌と結合して、替え歌にされてコミックソングになっていった。他には『宮さん宮さん（トンヤレ節）』などがある。明治の中頃から大正になると地方から都市へ出てきた学生がアルバイトで演歌を歌うことが多くなり書生節と呼ばれた。街頭で演歌を歌う姿は昭和初期までは見られたがレコード盤が普及するにつれ姿を消す。
前述の『オッペケペー節』は川上音二郎一座が1900年に欧米興行を行った際にイギリスのグラモフォン・レコード社にて録音、SP盤で発売された。日本人によるレコード録音最初期の音であるために、この曲が「日本最古のコミックソング」と定義される事が多い。また1903年には徳永里朝が『縁かいな節』の替え歌『ニャンかいな』をグラモフォンに録音している。
大正時代には浅草オペラの劇中歌である『コロッケの唄』や『おてくさん』が、従来の日本流行唄にはない西洋風のコミックソングとして若者に熱狂的な支持を受ける。この流れは昭和初期の二村定一や榎本健一につながる。また後のバラエティ番組にてリメイクされる『パイノパイノパイ（東京節）』『まっくろけ節』などが生まれる。
昭和には「流行り唄をレコード化する」のではなく、「レコードから唄を流行らせる」ようになり、多種多様な唄が作られていくが、戦時色が濃くなるにつれて表現統制が強まり、戦時歌謡の時代となったため一旦廃れる。
戦後になると表現が自由となって多くの歌手がコミックソングを披露するようになり、「帰って来たヨッパライ」は日本音楽史上初の100万枚超えのセールス、「およげ!たいやきくん」は2020年代現在日本音楽史上最大の450万枚以上のセールス、嘉門達夫の「替え唄メドレー」は80万枚のセールスを記録した。
2000年代以降はインターネットや動画共有サービスの普及により、萌えソング、電波ソング、「初音ミク現象」などを中心にレーベルを通さないネット発の文化・音楽シーンが広がったことで、インターネットスラングやインターネット・ミームを活用したコミックソングが数多く作られるようになった。

## 世界の代表的なアーティスト
- スパイク・ジョーンズ
- ザ・コースターズ
- チャック・ベリー
- レイ・スティーブンス
- チーチ&チョン
- ジミー・キャスター・バンチ
- アル・ヤンコビック
- ボビー・“ボリス”・ピケット
- シェブ・ウーリー
- ロイヤル・ガーズメン
- デヴィッド・セヴィル
- ザ・ラン・デルズ
- ナポレオン14世

## 日本の代表的なアーティスト
- 榎本健一
- 二村定一
- 三木鶏郎
- 笠置シヅ子（コミックソングではなくボードヴィル系の主流のエンターテインメント）
- 小林旭（『自動車ショー歌』『恋の山手線』など）
- ハナ肇とクレージーキャッツ
- ザ・ドリフターズ
- なべおさみ
- 月亭可朝（「歌笑曲」と称した）
- 林家木久蔵 (初代)
- 笑福亭仁鶴 (3代目)
- 左卜全
- 高石ともや（コミックではなく風刺）
- 小松政夫
- ミス花子
- 笑福亭鶴光
- つボイノリオ
- あのねのね
- 間寛平
- まりちゃんズ（現在は尾崎を除き「藤岡藤巻」として活動中）
- ザ・ぼんち
- 嘉門タツオ
- 吉幾三
- ブリーフ&トランクス
- 所ジョージ
- 山本正之
- 野沢直子
- テツandトモ
- はなわ
- 波田陽区
- MOSAIC.WAV（電波ソング）
- あやまんJAPAN
- 50TA（狩野英孝）
- どぶろっく
- AMEMIYA
- ピコ太郎
- 岡崎体育
- ヤバイTシャツ屋さん
- お見送り芸人しんいち

- 夕闇に誘いし漆黒の天使達